# Моносульфід кремнію
Моносульфід кремнію — хімічна сполука кремнію і сірки з хімічною формулою SiS. Молекулярний SiS був виявлений при високій температурі в газовій фазі. Методами спектроскопії моносульфід кремнію виявлений в міжзоряному середовищі.
Молекула в газовій фазі має довжину зв’язку Si-S 192,93 пм, що менше за нормальну довжину одинарного зв’язку (216 пм) і за довжину зв’язку Si=S в органосилантіоні (близько 201 пм). Історично також повідомлялося про бліду жовто-червону аморфну тверду сполуку. Поведінку кремнію можна порівняти з германієм, який утворює стабільний твердий моносульфід германію.

## Подальше читання
- Müller, H. S. P.; McCarthy, M. C.; Bizzocchi, L.; Gupta, H.; Esser, S.; Lichau, H.; Caris, M.; Lewen, F. та ін. (2007). Rotational spectroscopy of the isotopic species of silicon monosulfide, SiS. Physical Chemistry Chemical Physics. 9 (13): 1579—86. Bibcode:2007PCCP....9.1579M. doi:10.1039/B618799D. PMID 17429551.
- Chattopadhyaya, Surya; Chattopadhyay, Anjan; Das, Kalyan Kumar (2002). Electronic Spectrum of Silicon Monosulfide: Configuration Interaction Study. The Journal of Physical Chemistry A. 106 (5): 833. Bibcode:2002JPCA..106..833C. doi:10.1021/jp013332e.
- Birk, Helmut; Jones, Harold (1990). Diode laser measurement of the infrared spectrum of silicon monosulfide. Chemical Physics Letters. 175 (5): 536. Bibcode:1990CPL...175..536B. doi:10.1016/0009-2614(90)85577-Y.